# Pier Antonio da Sermide
Pier Antonio da Sermide (... – Urbino, 1539) fu un barbiere attivo alla corte di Urbino.

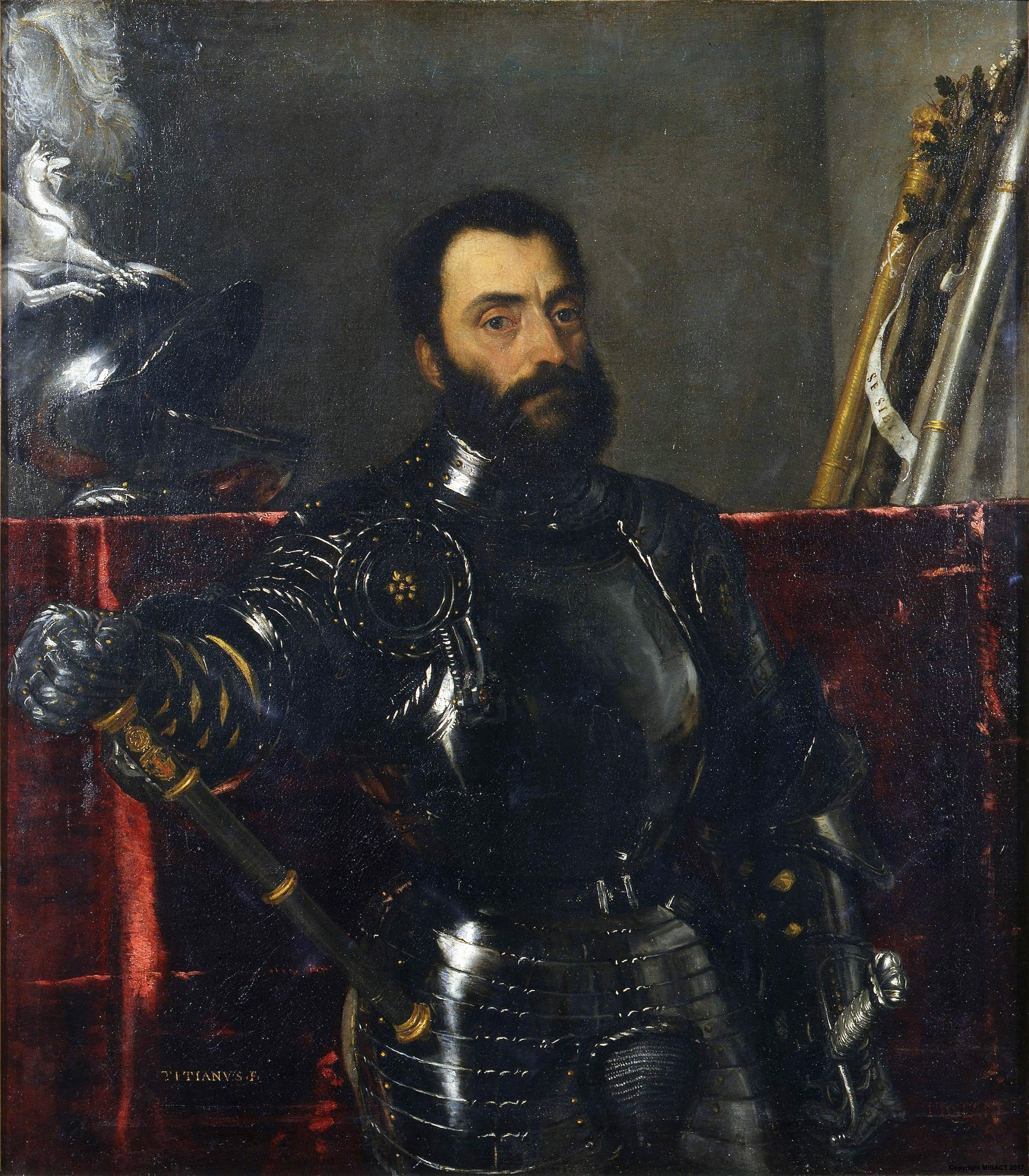
Il duca di Urbino Francesco Maria I della Rovere ritratto da Tiziano, 1536-1538.

La sua figura è passata alla storia per un episodio che sconvolse, vista l'importanza del personaggio, diverse corti d'Europa: la morte del duca di Urbino Francesco Maria I Della Rovere.

## La storia
Verso la fine del 1538 il marchese di Castel Goffredo e condottiero Aloisio Gonzaga venne implicato, assieme al cognato Cesare Fregoso, nell'assassinio del duca di Urbino. Mentre Della Rovere si trovava a Venezia nell'ottobre 1538 al servizio della Serenissima avvertì i primi sintomi della malattia, fece precipitosamente rientro a Pesaro, ma morì il 20 ottobre 1538, forse per avvelenamento, come dichiarato dall'autopsia.
Venne immediatamente sospettato il barbiere del duca, Pier Antonio da Sermide. Forse sotto tortura, fece i nomi del Gonzaga e del Fregoso come mandanti. Aloisio Gonzaga si recò a Venezia il 19 dicembre, dichiarando la sua innocenza davanti al senato veneto né fu accettata una sua lettera di discolpa indirizzata ai famigliari del duca deceduto. Nel frattempo Guidobaldo II Della Rovere, succeduto al padre, fece istruire un processo segreto. Aloisio Gonzaga, tramite il cardinale Ercole Gonzaga, ottenne che il barbiere fosse interrogato da un suo mandatario, che si recò nelle carceri urbinate. Ma l'imputato confermò le sue accuse. Guidolbaldo si prodigò per impedire che Alosio facesse intervenire papa Paolo III in suo favore e impedì anche a Carlo V di schierarsi per la sua innocenza. Vi fu un intreccio di iniziative diplomatiche tra le corti della Francia, la corte imperiale, Roma e Venezia, mirate di fatto a non compromettere i buoni rapporti tra le stesse. Non intendendo consegnare il barbiere né a Venezia né all'imperatore e non accettando le giustificazioni dei due presunti mandanti, il duca decise di fare giustiziare il barbiere alla fine dell'estate del 1539.
Nel mese di novembre 1539 Venezia prese le distanze dal duca di Urbino, dichiarando la non colpevolezza del Gonzaga e del Fregoso e rigettando il processo a loro carico. La vertenza si concluse solo nel settembre 1541 quando Carlo V emise una sentenza di assoluzione.